# Wstrzykiwanie błędów
Wstrzykiwanie błędów (ang. fault injection) – technika łącząca dwie dziedziny związane z powstawaniem oprogramowania – jego wytwarzanie i testowanie. W metodzie tej dokonuje się obserwacji działania systemu w warunkach, w których celowo generowane są błędy. Jest to więc technika pozwalająca zarówno poprawić mechanizmy chroniące przed awariami, jak i przetestować skuteczność dotychczas zaimplementowanych rozwiązań.
Wstrzykiwanie błędów zaliczyć należy jako metodę testowania oprogramowania, jednak metoda ta jest w szczególności ukierunkowana na testowanie technik fault tolerance. Celem metody jest przede wszystkim przetestowanie mechanizmów wykrywania błędów, ograniczania ich wpływu na cały system, a także zdolności systemu do automatycznej rekonfiguracji i odbudowy.